# Think tank
Un think tank (cuya traducción literal del inglés es «tanque de pensamiento»), laboratorio de ideas, instituto de investigación, gabinete estratégico, centro de pensamiento o centro de reflexión es una institución o grupo de expertos de naturaleza investigadora, cuya función es la reflexión intelectual sobre asuntos de política social, estrategia política, economía, militar, tecnología o cultura. Pueden estar vinculados o no a partidos políticos, grupos de presión o lobbies, pero se caracterizan por tener algún tipo de orientación ideológica marcada de forma más o menos evidente ante la opinión pública. De ellos resultan consejos o directrices que posteriormente los partidos políticos u otras organizaciones pueden o no utilizar para su actuación en sus propios ámbitos.
Los think tanks suelen ser organizaciones sin ánimo de lucro, y a menudo están relacionados con laboratorios militares, empresas privadas, instituciones académicas o de otro tipo. Normalmente en ellos trabajan teóricos e intelectuales multidisciplinares, que elaboran análisis o recomendaciones políticas. Defienden diversas ideas, y sus trabajos tienen habitualmente un peso importante en la política y la opinión pública, particularmente en Estados Unidos.
Además de promover la adopción de políticas, entre las funciones que cumplen los think tanks están las de crear y fortalecer espacios de diálogo y debate, desarrollar y capacitar a futuros paneles políticos en su toma de decisiones, legitimar las narrativas y políticas de los regímenes de turno o los movimientos de oposición, ofrecer un rol de auditor de los actores públicos y canalizar fondos a movimientos y otros actores políticos.

## Etimología
El concepto moderno de think tank tiene un origen militar. Durante la Segunda Guerra Mundial se refería a un recinto cerrado en el que científicos y militares se reunían para debatir asuntos estratégicos. Enlazando con esa tradición, se considera que la Corporación RAND (Research and Development), una sociedad creada por el general Henry H. Arnold en 1948, fue el primer think tank en la acepción actual del término.
El término think tank significa literalmente «tanque de pensamientos», y se ha intentado adaptar al español con otras expresiones como comité de expertos, comité de sabios, instituto de investigación, gabinete estratégico, centro de pensamiento, laboratorio de ideas, usina de ideas, reservorio de ideas, tanque de ideas, materialización de ideas, almacén de ideas, etc.

## Losthink tanksen el mundo hispanohablante

### Argentina
Según la Universidad de Pensilvania, con 225 laboratorios de ideas, la Argentina se ubica como el cuarto país con más think tanks en el mundo y primero en la región.
La Fundación Federalismo y Libertad, del Noroeste argentino, es uno de los think tanks de creación reciente, y de crecimiento acelerado, según el Global Go to Think Tank Index, que ubica a este centro de estudios entre los primeros 100 «Think Tank to Watch» desde 2015.
El Consejo Argentino para las Relaciones Internacionales (CARI) es uno de los laboratorios de ideas más importantes del país y de América Latina.
Otras organizaciones de carácter liberal o conservador de derecha política también tienen mucho peso dentro del academicismo argentino, como Fundación Libertad (en la ciudad de Rosario), Fundación Libertad y Progreso y la Fundación Club de la Libertad (Corrientes, Argentina).

### Brasil
Trabajando en políticas públicas, Brasil aloja, por ejemplo, al Instituto Liberdade, un Centro universitario en Tecnopuc dentro de la Pontifícia Universidade Católica do Rio Grande do Sul, ubicado en la región sur del país, en la ciudad de Porto Alegre. El Instituto Liberdade se encuentra entre los 40 think tanks más importantes de América Latina y el Caribe, según el índice Global Go To Think Tanks de 2009 un informe del programa "Think Tanks and Civil Societies" de la Universidad de Pensilvania (TTCSP).
La Fundación Getulio Vargas (Fundación Getulio Vargas (acrónimo FGV)). La revista Foreign Policy considera que se trata de uno de los cinco mejores "think-makers" formuladores de políticas en todo el mundo.
El Instituto Igarapé es un think tank brasileño, enfocada en seguridad pública y políticas.
EL Instituto Acende Brasil se enfoca en políticas energéticas; y, es el único think tank brasileño dedicado a este sector económico. Produce investigaciones y estudios orientados a aumentar el nivel de transparencia e influir en las políticas públicas del sector energético brasileño.

### España
En los últimos años España ha registrado un intenso desarrollo de organizaciones independientes creadas bajo el mismo espíritu de los think tanks americanos. Se ve confirmado el interés creciente que despierta el ecosistema español por el desarrollo de las actividades en España del Observatorio europeo de los think tanks con sede en París y oficinas en Bruselas y Madrid. Primero con una oficina en Barcelona en colaboración con la Universidad Pompeu Fabra y con la Facultad Blanquerna de la Universidad Ramón Lull y desde 2016 con oficina en Madrid. El embajador de España en Francia, declaró el 4 de julio de 2016 en acto oficial en el Senado francés en el marco del Foro Nacional de los Think Tanks la creación de la oficina del OETT en Madrid bajo la presidencia de Eduardo Olier Arenas. Participaron a este evento varias personalidades en representación de España como Josep Borrell, Didac Gutierréz, Teresa Ribera y el embajador Ramón de Miguel Egea como también varias delegaciones diplomáticas, representantes de la OECD, presidentes de la U.E. como Nicole Fontaine y ministros franceses. Entre 2013 y 2016 sus actividades en España se limitan a varias conferencias en Madrid con las universidades Carlos III y Rey Juan Carlos y en Barcelona en colaboración con la Facultad Blanquerna, así como varios trabajos publicados sobre el ecosistema español. El OETT, por su dimensión europea, hace de enlace entre Francia y España desarrollando un papel de diplomacia intelectual privilegiando reportajes enfocados al territorio español.
Algunas no vinculadas explícitamente a partidos políticos, son:
- CIDOB,[22] dedicado a la investigación en los ámbitos de las relaciones internacionales y los estudios de desarrollo;
- FRIDE, que busca proveer conocimiento innovador sobre el papel de Europa en las relaciones internacionales;
- el Real Instituto Elcano de Estudios Internacionales y Estratégicos,[23] creado en 2001 a ejemplo del Royal Institute of International Affairs en el Reino Unido;
- el Instituto Complutense de Estudios Internacionales, que elabora estudios sobre economía internacional, desarrollo, políticas de cooperación, y análisis de política internacional o IECAH, que agrupa a un conjunto de especialistas en los ámbitos del estudio de los conflictos y la cooperación, prestándole una especial atención a los asuntos relacionados con la ayuda humanitaria.
- El Jacobino impulsado por Guillermo del Valle Alcalá.

Algunos think tanks vinculados a partidos políticos en España son:
- FAES, ligada al PP y liderada por el expresidente del Gobierno José María Aznar.
- Instituto 25M, dirigido por Juan Carlos Monedero, en la órbita de Podemos.
- Fundación Disenso en el caso de Vox.

Otros think tanks no se declaran cercanos a ningún partido político. 
Ejemplos de ellos son
- la Institución Futuro, dedicada al análisis de las políticas públicas regionales en Navarra,
- la Fundación Alternativas, de ideario progresista o la Fundación Ciudadanía y Valores, para promover el debate político e impulsar el pluralismo como valor constitucional y básico para la democracia, entre otros.

También existen otros think tanks no relacionados con la política como:
- el think tank de ciencia y tecnología, Future Trends Forum de la Fundación Innovación Bankinter, que anticipa y detecta las tendencias de innovación, analizando su impacto en la sociedad y modelos de negocio.

### México
La mayoría de los think tanks en México se encuentran concentrados en la Ciudad de México: 
el Consejo Mexicano de Asuntos Internacionales (COMEXI), el Centro de Investigación y Docencia Económicas (CIDE), el Centro de Estudios Económicos del Sector Privado, A.C. (CEESP), el Instituto Mexicano para la Competitividad, A.C. (IMCO), el Centro de Estudios y Diálogo sobre América del Norte (CEDAN), el Centro de Investigación Económica y Presupuestaria (CIEP), el Instituto de Pensamiento Estratégico Ágora (IPEA), el Consejo Mexicano para el Desarrollo Económico y Social (COMDES), el Centro Nacional para el Desarrollo Económico (CNDE), el Centro de Investigación para el Desarrollo A.C. (CIDAC), Fundar, Centro de Análisis e Investigación, Transparencia Mexicana, el Centro Internacional para la Formación de Estadistas y Líderes (CEIFEL), el Instituto Mexicano de Victimología S.C. o Early Institute, el Consejo Civil Mexicano para la Silvicultura Sostenible A.C. y Ethos Laboratorio de Políticas Públicas.
Según el informe del índice Global Go To Think Thanks de 2014 de la Universidad de Pensilvania, el COMEXI es considerado el mejor think tank de México.

### Panamá
En Panamá se encuentra Minerva1111, con experiencia exitosa en varios países de Latinoamérica y el Caribe recientemente establecida en la capital de ese país, es una think tank con profunda raíces en el ámbito social y político, de tendencia centro-izquierda, orientada a la capacitación y reinversión del nuevo liderazgo político-ético con énfasis al trabajo y organización comunitaria, se especializan en apoyar con el desarrollo de estrategias para la implementación de políticas públicas en las comunidades más vulnerables.

### Perú
En Perú una de las instituciones que trabaja en esta línea se llama Asociación para la Innovación y Transformación Digital - Apitec Digital, quienes se encargan de canalizar las ideas y soluciones de diversos problemas que enfrente cualquier comunidad  el país, cuenta con profesionales peruanos especializados en tecnologías de clase mundial quienes validan las soluciones, Apitec es la conexión sin fines de lucro entre la comunidad y las instituciones gubernamentales/privadas.

### Uruguay
En Uruguay, una de las instituciones de este tipo más relevantes y que se encuentra más activa, es la Fundación Astur, orientada por el economista uruguayo Enrique V. Iglesias. Una de las principales líneas de acción de esta institución, es la organización de debates sobre temáticas importantes, generalmente con participación de conferencistas y panelistas extranjeros, los que son convenientemente grabados para su difusión posterior y por distintas vías, desde su propio sitio web, y también por intermedio de medios de prensa y diversas instituciones locales e internacionales. El ámbito de actividad de esta institución es más bien amplio, ya que aspira a apoyar el progreso de la sociedad uruguaya, por la vía de constituir un ámbito de reflexión, desde el cual promover y desarrollar programas que contribuyan a mejorar los aspectos sociales, económicos, culturales y políticos del Uruguay. Sus principales ejes de acción son el desarrollo de actividades destinadas a atender sectores vulnerables de la población (jóvenes, adultos mayores) y la discusión y divulgación en relación con temáticas clave del debate contemporáneo. Corresponde destacar especialmente el apoyo de Astur al Proyecto URUGUAY+25, orientado a que los jóvenes desarrollen una visión prospectiva del país y de las vías para lograrla.

### Venezuela
En Venezuela se han establecidos diversos think tanks desde el mundo económico, social y académico. Los de mayor influencia han sido el CENDES, el Centro de Estudios para el Desarrollo, de la Universidad Central de Venezuela; el Centro de Divulgación del Conocimiento Económico (CEDICE), de tendencia liberal; y la Fundación Centro Gumilla, uno de los centros de investigación y acción social de la Compañía de Jesús en América Latina. En el año 2012 fue fundado el Consejo Venezolano de Relaciones Internacionales (COVRI), centrado en el ámbito de las Relaciones Internacionales y la política exterior de Venezuela. El Instituto Latinoamericano de Investigaciones Sociales (ILDIS) fundado en 1973 y financiado por el Ministerio de Cooperación Económica de Alemania se dedica al análisis social, político y económico venezolano.
Desde el año 2012 existe un think tank de corte libertario, llamado Venezuela Futura, el cual se autodefine como un centro de pensamiento político y cultural donde se desarrolla un ideario propio en torno a la Libertad como valor supremo, inspirado en una concepción aristocrática de la existencia.